# Synagoga Or Szemesz we Lwowie (ul. Słoneczna 26)
Synagoga Or Szemesz we Lwowie (z hebr. „Słoneczny Promień”) – nieistniejąca synagoga znajdująca się we Lwowie przy obecnej ulicy Kulisza 26 w latach 1871–1950 noszącej nazwę Słonecznej.
Synagoga została zbudowana w pierwszej połowie XIX wieku, najprawdopodobniej przed 1838 rokiem. W 1842 roku została przebudowana na kamienną. W 1903 roku synagogę rozebrano i przeniesiono się do nowej siedziby przy ulicy Miodowej 3 gdzie przetrwała do początku II wojny światowej.

## Inne wydarzenia związane z miejscem
Przy ul. Słonecznej, 26 i 27 lipca 1941 r. policja ukraińska dokonała pogromu Żydów. Wydarzenia te nazwano później „Dniami Petlury”. Ulica do dziś zachowała jednolitą zabudowę kamienic czynszowych z przełomu XIX i XX wieku.